# 山本市英
山本 市英（やまもと いちえい、1891年（明治24年）1月1日 - 1969年（昭和44年）9月25日）は、日本の政治家、実業家。北海道会議員、衆議院議員、北海道岩見沢市長（1947年-1954年）。

## 経歴
石川県出身。空知農学校卒。1915年（大正4年）早稲田大学専門部政治経済科卒業。小樽新聞（後の北海道新聞）に入社し政治経済部記者となり、同社岩見沢支局長を務めた。その後、小樽商業会議所総務課長に就任。1924年（大正13年）第8期北海道会議員に当選、2期8年務め、北海道会参事会員にも在任。その後1933年の第18回衆議院議員総選挙にて北海道第4区から当選。1期務め、立憲政友会に所属。1936年の第19回から1942年の第21回総選挙まで立候補するもいずれも落選。
第19回落選後に、市長当選に至るまでの間、大正製薬化学監査役、北都製薬取締役社長、岩見沢バス社長、鳳組社長、北斗組社長などを歴任した。
1947年、第1回統一地方選挙において初の公選市長として岩見沢市長に就任。1951年の第2回統一地方選挙では3候補による市長争い。開票の結果山本と能勢実による決選投票（岩見沢市長選では戦後唯一）になり、結果575票差で山本が再選を果たした。1954年4月に市政調査特別委員会が設置され、山本の財政逼迫化の責任が問われ9月11日辞任。市議会では「辞任理由が薄弱」「なぜ突然の辞任なのか」と批判された。直後の同年10月の市長選に再度立候補するも、川村芳次に破れる。
神奈川県平塚市にて78歳で没。岩見沢市明了寺で市民葬が行われた。

## 主な業績
- 鳩が丘に公営住宅を建設（1949年）
- 市立病院新築（1950年）鉄筋ブロック造3階建、1億7700万円
- 市営葬儀の開設（1950-1956年）
- 保安隊の誘致（1953年設置）
- 市立窯業研究所の設置（1953年-55年）こぶし焼きの端緒
- 労災病院の誘致（退任後の1955年開院）
- 都市計画用途地域の決定、街路下水道整備計画の決定

## 受賞歴
- 岩見沢市市政功労者表彰（1963年）
- 正五位勲三等瑞宝章（1969年）